# In Slaughter Natives
Az In Slaughter Natives svéd indusztriális/dark ambient zenekar, amelyet 1985-ben alapított Jouni Havukainen. Zenéjüket az elektronika, nagyzenekar használata, "félelmetes" éneklés és egyházi ének egyszerre jellemzi. Több lemezkiadónál is megjelentek albumaik. A 2004-es "Resurrection" albumuk elkészítése után hosszabb ideig szünetelt a projekt, ugyanis mindössze csak 2014-ben dobtak piacra újra albumot.

## Tagok
- Jouni Havukainen - összes hangszer[2]
- Tomas Petterson - ének[2]
- K. Binder - programozás[2]

## Diszkográfia
- In Slaughter Natives (1989)
- Enter Now the World (1992)
- Sancrosants Bleed (1992)
- Mort aux Vaches (split lemez Deutsch Nepallal, 1994)
- Purgate My Stain (1996)
- Recollection (válogatáslemez, 2001)
- Re-Enter Salvation (válogatáslemez, 2001)
- Resurrection - The Return of a King (2004)
- In Slaughter Natives / Voice of Hate (split lemez, 2005)
- Insanity & Treatment (válogatáslemez, 2011)
- Cannula Coma Legio (2014)
- Ventre (2016)
- Psicofonias - Las Voces Desconocidas (2016)[1]
- V-Day (split lemez, 2018)[1]